# It's Complicated
《2025 YESUNG CONCERT "It's Complicated"》는 대한민국의 음악 그룹 슈퍼주니어의 멤버 예성의 세 번째 콘서트 투어이다.

## 개요
2024년 10월 22일, SM 엔터테인먼트는 예성의 여섯 번째 미니앨범 〈It's Complicated〉 프로모션 일정과 투어 일정을 공개하였으며, 뒤이어 11월 12일에는 공식 홈페이지를 통해 2일간에 걸친 콘서트 상세 일정과 홍보용 포스터를 발표, 예매는 11월 28일, 29일에 YES24를 통해 팬클럽 선행 예매와 일반 예매가 연이어 진행되었다.

## We're The Complicated Kind
뒤이어 동년 2월 21일, 예성 공식 SNS는 아시아 투어의 대미를 장식하는 2일 간의 앙코르 콘서트를 공식화하였으며 4일 뒤인 25일에는 공식 기사를 통해 상세 예매 일정이 공개되었다. 예매는 팬클럽 선행 예매와 일반 예매가 티켓링크를 통해 3월 4일과 6일에 일제히 진행되었다.
이전 투어에 이은 총 14회에 걸친 아시아 투어를 통해 약 2만 5천여명의 누적 관객을 기록하였다.

## 투어 일정
| 날짜            | 도시         | 국가       | 장소                           | 관객 동원    |
| --------------- | ------------ | ---------- | ------------------------------ | ------------ |
| 2025년 1월 18일 | 서울         | 대한민국   | YES24 라이브 홀                | 통산 2,500명 |
| 2025년 1월 19일 | 서울         | 대한민국   | YES24 라이브 홀                | 통산 2,500명 |
| 2025년 2월 8일  | 방콕         | 태국       | K뱅크 씨암픽 가네샤 시어터 7층 | 1,500명      |
| 2025년 2월 22일 | 홍콩         | 홍콩       | 아시아 월드 엑스포 홀 3        | 2,000명      |
| 2025년 2월 28일 | 싱가포르     | 싱가포르   | 미디어코프 시어터              | 1,500명      |
| 2025년 3월 2일  | 마카오       | 마카오     | 스튜디오 시티 이벤트 센터      | 3,000명      |
| 2025년 3월 7일  | 타이베이     | 중화민국   | 인터네셔널 컨벤션 센터         | 통산 4,000명 |
| 2025년 3월 8일  | 타이베이     | 중화민국   | 인터네셔널 컨벤션 센터         | 통산 4,000명 |
| 2025년 4월 4일  | 다치카와시   | 일본       | 타치가와 스테이지 가든         | 통산 6,000명 |
| 2025년 4월 5일  | 다치카와시   | 일본       | 타치가와 스테이지 가든         | 통산 6,000명 |
| 2025년 4월 6일  | 다치카와시   | 일본       | 타치가와 스테이지 가든         | 통산 6,000명 |
| 2025년 4월 12일 | 쿠알라룸푸르 | 말레이시아 | 제프 쿠알라룸푸르              | 2,000명      |
| 2025년 4월 19일 | 서울         | 대한민국   | 연세대학교 대강당(앙코르)      | 통산 3,000명 |
| 2025년 4월 20일 | 서울         | 대한민국   | 연세대학교 대강당(앙코르)      | 통산 3,000명 |

## 세트 리스트
- Opening VCR -
- Small Things
- Between
- 같아 우리 (Like Us)

- Ment -
- Scented Things
- 바람결에 날려 보아요 (A Letter In The Wind)
- 너 아니면 안 돼 (It Has To Be You)

- VCR #2 -
- 이렇게 우리는 (Like Us)
- Because I Love You ~大切な絆~ (소중한 인연)
- 束の間の恋 (한 순간의 사랑)
- Let Me Kiss

- Ment -
- Medley

1. Beautiful Night
2. 굶지 말기 (Eat's OK)
3. Pink Magic

- VCR #3 -
- 달의 노래 (My Dear)
- 4 Seasons
- There She Goes Again
- Curtain
- Floral Sense

- Ment -
- 평행선 (Parallel Lines)
- Beautiful Paradox
- Fly (번지점프)

- Ment -
- Easy
- Bear Hug
- It's Complicated

- Encore VCR -
- Silhouette

- Ment -
- Slide Away

- Opening VCR -
- Beautiful Night
- Between
- 같아 우리 (Like Us)

- Ment -
- 바람결에 날려 보아요 (A Letter In The Wind)
- 봄날의 소나기 (Paper Umbrella)

- VCR #2 -
- 이렇게 우리는 (Like Us)
- 벚꽃잎 (Spring In Me)
- 아름다워 (Beautiful)
- Pink Magic

- Ment -
- 우리 (We)
- 너 아니면 안 돼 (It Has To Be You)

- VCR #3 -
- 그대뿐인지 (All But You)
- 4 Seasons
- Fireworks
- Curtain
- Floral Sense

- Ment -
- 평행선 (Parallel Lines)
- Beautiful Paradox
- Fly (번지점프)

- Ment -
- Medley

1. No More Love
2. 메아리 (Your Echo)
3. Corazón Perdido (Lost Heart)

- Encore VCR -
- It's Complicated

- Ment -
- Slide Away

## 제작
- 주최 : SM 엔터테인먼트
- 주관 : 드림메이커
- 후원 : YES24, Beyond LIVE, Weverse